# Тунсян
Тунсян (кит.: 桐乡市; піньїнь: tóngxiāng shì) — повітове місто Китайської Народної Республіки, що є частиною міста Цзясін на півночі провінції Чжецзян. За переписом 2010 року населення Тунсяну складало 815 800 чол.
Тунсян був батьківщиною письменника Мао Дуня.

## Економіка
Тунсян є одним з найбільших виробників вовняних светрів. У 2006 році було продано більше 600 млн вовняні светри. У місті працюють Walmart, Макдоналдс, KFC, кілька корейських і японських ресторанів, і кілька іноземних спільних підприємств з фірмами Азії, Європи і Північної Америки.
Тунсян є туристичним містом. Туристи відвідують мальовниче містечко Учжень, будинки якого споруджені на воді. Ще у місті проходить щорічний фестиваль гвоздик.
У Тунсяні є залізничний вокзал. Швидкісні поїзди з'єднують місто із Шанхаєм, Ханчжоу та іншими містами.

## Адміністративний поділ
Тунсян поділяється на:
- Район Утун (梧桐街道), знаходиться адміністрація
- Район Фенмін (凤鸣街道)
- Пуюань (濮院镇)
- Тудянь (屠甸镇)
- Гаоцяо (高桥镇)
- Хешань (河山镇)
- Учжень (乌镇镇)
- Шимень (石门镇)
- Дама (大麻镇)
- Чунфу (崇福镇)
- Чжуцюань (洲泉镇)